# Marblehead, Massachusetts
Marblehead är en kommun (town) i Essex County, Massachusetts, USA med 19 808 invånare (2010).

## Kända personer från Marblehead
- Amelia Peabody skulptör och filantrop
- Elbridge Gerry, USA:s femte vicepresident
- Tyler Hamilton, tävlingscyklist
- Cory Schneider, ishockeymålvakt
- Shalane Flanagan, maratonlöpare